# Càrcer
|  | Aquest article tracta sobre el municipi del País Valencià. Si cerqueu el lloc del municipi de Torroella de Montgrí (Baix Empordà), vegeu «Santa Maria dels Masos». |

Càrcer és un municipi del País Valencià situat a la comarca de la Ribera Alta, a la Vall de Càrcer. Degut al desenvolupament demogràfic i urbanístic de l'últim segle, el nucli urbà d'Alcàntera de Xúquer es troba en l'actualitat unit amb el de Càrcer, formant una conurbació amb prop de 3.400 habitants.

## Geografia
El terme municipal de Càrcer és entre els 31 i 99 metres sobre el nivell del mar, entre els meridians 0° 35′ i 0° 39' de longitud oest i els paral·lels 39º 2' i 39° 5′. Té una extensió de 7,4 quilòmetres quadrats. La distància a la capital és d'uns 50 km.
Les seues terres es troben regades pels rius Xúquer al nord i el Sellent a l'oest del terme. Es troba aigües avall de l'Embassament de Tous, enclavat entre tres muntanyes que, formant una barrera natural, separen les comarques de la Canal de Navarrés i la Costera. La superfície del terme és majorment plana, exceptuant l'extrem sud, on es troba el petit turó de la Serratella i després la muntanya del Terrafort del terme de Xàtiva. Càrcer se situa en el mateix centre de la Vall de Càrcer (o Vall Farta).
Des de la ciutat de València, s'arriba a Càrcer per l'A-7, prenent després la CV-560, la qual comunica el poble amb els altres municipis de la vall. L'estació de metro més propera se situa a 5 km, en Castelló i la de tren a 8 km a La Pobla Llarga. Respecte a les línies d'autobús, compta amb el servici de les empreses L'Antellense i TOGSA. El poble compta amb centres d'ensenyament i centre de salut.

### Barris i pedanies
A la part vella es troba el barri del Sant Roc. La resta de la població no té barris assignats, encara que antigament la part est es deia Barri d'Alcàntera, per la seua proximitat a eixe poble.

### Localitats limítrofes
| Antella     | Nord: Gavarda                    |                          |
| Oest: Cotes | Rosa dels vents                  | Est: Alcàntera de Xúquer |
| Sellent     | Sud: Venta de Carbonell (Xàtiva) |                          |

### Demografia
La taula següent mostra l'evolució demogràfica de Càrcer al llarg de l'època estadística: 
| 681 | 782 | 979 | 1.180 | 1.860 | 2.008 | 2.034 | 2.058 | 2.005 | 2.010 | 2.022 | 2.034 | 2.070 | 2.018 | 2.040 | 2.120 | 2.051 |

### Climatologia
El clima és de tipus mediterrani, amb una brusca transició des del període estival fins a les abundants pluges de tardor de tipus torrencial, que provoquen inundacions freqüents. Càrcer se situa en una de les zones més caloroses de l'est espanyol.
| Mitjanes         | GEN  | FEB  | MAR  | ABR  | MAI  | JUN  | JUL  | AGO  | SEP  | OCT  | NOV  | DEC  | Anual | Total |
| Temperatures, ºС | 11,1 | 11,6 | 13,9 | 16,7 | 20,7 | 24,5 | 27,4 | 27,4 | 24   | 20,3 | 14,7 | 11,6 | 18,6  | -     |
| Pluja, mm        | 40,1 | 40,3 | 73,3 | 41,1 | 47,3 | 24,3 | 7,5  | 15,6 | 88,0 | 90,4 | 78,5 | 63,2 | 50,8  | 609,5 |
| ---------------- | ---- | ---- | ---- | ---- | ---- | ---- | ---- | ---- | ---- | ---- | ---- | ---- | ----- | ----- |

## Història
Carzre és un topònim àrab que podríem traduir com a "lloc de repòs". La vall de Càrcer fou ocupada pels musulmans al voltant dels anys 713-714 i és en una de les alqueries que hi fundaren on té l'origen el poble, com ho proven les restes islàmiques trobades al Ravalet, la Socà o el Molí de Cotes; Jaume I va donar-lo en senyoriu, el 5 d'agost de 1237, a Pere Fernàndez, senyor d'Albarrasí i d'Azagra; en 1242 el rei fa nova donació de Càrcer amb totes les pertinences, excepte molins i forns, a Gonçal Juan Domínguez i altres quaranta-set pobladors; el 1263 passà a l'infant Pere d'Aragó; el 1437, Alfons V concedí el títol de baró a Pere Martínez d'Eslava; posteriorment va passar successivament als Cruïlles, als Cucaló de Montull i als Manglano, que encara en són els barons actualment.

## Política i Govern

### Composició de la Corporació Municipal
El Ple de l'Ajuntament està format per 9 regidors. En les eleccions municipals de 26 de maig de 2019 foren elegits 4 regidors de l'Agrupació Ciutadana de Càrcer (ACC), 3 del Partit Popular (PP) i 2 de Gent per Càrcer (GxC).
| Eleccions municipals de 26 de maig de 2019 - Càrcer |                                     |                                     |                                     |        |          |          |
| Candidatura | Candidatura                         | Candidatura                         | Cap de llista                       | Vots   | Vots     | Regidors |
| | Agrupació Ciutadana de Càrcer       |                                     | Josep Botella Pardo                 | 556    | 46,49%   | 4 (-1)   |
| | Partit Popular                      |                                     | Raquel Bono Frigols                 | 383    | 32,02%   | 3 (-1)   |
| | Gent per Càrcer                     |                                     | Juan Peirats Cerdà                  | 242    | 20,23%   | 2 (+2)   |
| | Vots en blanc                       |                                     |                                     | 15     | 1,25%    |          |
| Total vots vàlids i regidors | Total vots vàlids i regidors        | Total vots vàlids i regidors        | Total vots vàlids i regidors        | 1.196  | 100 %    | 9        |
| | Vots nuls                           | Vots nuls                           | Vots nuls                           | 40     | 3,24%    |          |
| Participació (vots vàlids més nuls) | Participació (vots vàlids més nuls) | Participació (vots vàlids més nuls) | Participació (vots vàlids més nuls) | 1.236  | 82,07%** |          |
| Abstenció | Abstenció                           | Abstenció                           | Abstenció                           | 270*   | 17,93%** |          |
| Total cens electoral | Total cens electoral                | Total cens electoral                | Total cens electoral                | 1.506* | 100 %**  |          |
| Batlle: Josep Botella Pardo (ACC) (15/06/2019) Per ser la llista més votada, després de no haver obtingut majoria absoluta dels regidors (4 vots d'ACC) |                                     |                                     |                                     |        |          |          |
| Fonts: JEC, JEZ Xàtiva, M. Interior, Periòdic Ara. (* No són vots sinó electors. ** Percentatge respecte del cens electoral.)                           |                                     |                                     |                                     |        |          |          |

### Alcaldes
Des de 2015 l'alcalde de Càrcer és Josep Botella Pardo (ACC).
| Període                       | Alcalde o alcaldessa                                | Partit polític | Data de possessió     | Observacions              |
| ----------------------------- | --------------------------------------------------- | -------------- | --------------------- | ------------------------- |
| 1979–1983                     | Miguel Daries Gomis                                 | AEI            | 19/04/1979            | --                        |
| 1983–1987                     | Laureano Suñer Carbonell                            | PSPV-PSOE      | 28/05/1983            | --                        |
| 1987–1991                     | Ricardo Lloret Ibáñez                               | PSPV-PSOE      | 30/06/1987            | --                        |
| 1991–1995                     | José Carbonell Fons                                 | PSPV-PSOE      | 15/06/1991            | --                        |
| 1995–1999                     | José Antonio Juanes Escrivá Aurelio Hernández Monar | PSPV-PSOE PP   | 17/06/1995 20/02/1997 | Moció de censura PP+GM -- |
| 1999–2003                     | Aurelio Hernández Monar                             | PP             | 03/07/1999            | --                        |
| 2003–2007                     | Demetrio Enrique Benavent Lodroño                   | PP             | 14/06/2003            | --                        |
| 2007–2011                     | Marta Hernandis Martínez                            | PP             | 16/06/2007            | --                        |
| 2011–2015                     | Marta Hernandis Martínez                            | PP             | 11/06/2011            | --                        |
| 2015–2019                     | Josep Botella Pardo                                 | ACC            | 13/06/2015            | --                        |
| 2019-2023                     | Josep Botella Pardo                                 | ACC            | 15/06/2019            | --                        |
| Des de 2023                   | n/d                                                 | n/d            | 17/06/2023            | --                        |
| Fonts: Generalitat Valenciana |                                                     |                |                       |                           |

Alcaldes anteriors al règim constitucional de 1978
Es representen a continuació el dia de la presa de possessió seguit del nom de l'alcalde:
| - 01/06/1871 - Vicente Moragues Sales - 01/02/1872 - Agustín Molla Conca - 27/09/1872 - Salvador Aliaga Vea - 04/02/1873 - Juan Bautista Pascual Martinez - 11/07/1873 - Juan Bautista Ayuso Cueves - 26/09/1873 - Antonio Pla Penaba - 26/03/1874 - Juan Bautista Ayuso Cueves - 26/04/1874 - Máximo Daries Borja - 11/06/1874 - Salvador Carbonell Pavía - 16/11/1875 - José Carbonell Peris - 22/09/1876 - Bautista Pascual Martinez - 26/11/1876 - Antonio Pla Penalba - 22/08/1878 - José Carpí Bosca - 01/07/1881 - Andrés Cueves Garulo - 01/07/1885 - Francisco Botella Suñer - 01/07/1887 - José Pascual Daries - 18/04/1891 - Agustín Bono Mollá - 01/07/1891 - Francisco Cueves García | - 13/07/1893 - Agustín Bono Mollá - 01/01/1894 - Miguel Lorente Estarelles - 01/07/1895 - Aurelio Suñer Martí - 15/12/1897 - Tomás Pascual Daries - 01/07/1899 - Laureano Momblanch Vidal - 10/04/1902 - Miguel Borja Abad - 13/07/1902 - Vicente Ribelles Pascual - 14/10/1903 - Felipe Carbonell Momblanch - 01/01/1906 - Laopoldo Momblanch Fuentes - 01/07/1909 - Miguel Lorente Estarelles - 01/01/1912 - Casimiro García Mollá - 01/01/1914 - Aurelio Suñer Martí - 01/01/1916 - Blas Mañez Bru - 01/01/1918 - Miguel Lorente Estarelles - 02/09/1919 - José Pascual Bru - 01/04/1920 - Antonio Hernández Mollá - 01/04/1922 - José Borja Perales - 02/10/1923 - Casto Momblanch Fuentes | - 04/10/1923 - Bautista Monar Pavía - 24/03/1924 - Francisco Pla Micó - 26/02/1930 - Bautista Monar Pavía - 10/06/1930 - Aurelio Suñer Martí - 14/04/1931 - José Borja Perales - 16/10/1931 - José Daries Cuenca - 22/02/1936 - Rafael Gozalbo Moragues - 01/02/1937 - José Varoch García - 24/04/1938 - Rafael Gozalbo Moragues - 29/01/1939 - Juan Bautista Lloret Verdú - 13/03/1939 - Evaristo Guillem Boluda - 29/03/1939 - Enrique Mateu Zorraquino - 08/06/1941 - Aurelio Suñer Monar - 02/11/1943 - Federico Barberá García - 08/11/1948 - Francisco Pla Sanz - 12/02/1951 - Leopoldo Carbonell Benavent - 16/09/1955 - José Monar Gozalbo - 04/12/1961 - José Garcés Lloret |

## Economia
D'economia tradicionalment agrícola, Cavanilles, en 1709 ens conta que produïa arròs, vi, oli, garrofes, blat, dacsa, seda, llegums i hortalisses, també tingué un important passat terrisser, diversos historiadors diuen que en el segle xiv hi havia fins a quaranta fàbriques de ceràmica que, amb el pas del temps anaren desapareixent per diverses causes,sobretot per l'expulsió dels moriscs en 1609.
L'agricultura és l'activitat més important encara. Basada en el cultiu i comerç predominant de la taronja i fruiters variats. Pel que fa a la indústria, este sector està dedicat majoritàriament a la manipulació i envasament dels cítrics. Encara que hi ha altres indústries menors.

## Cultura
L'educació en Càrcer depén de la Conselleria d'Educació de la Generalitat Valenciana, titular de les competències en matèria d'educació en l'àmbit del País Valencià. Càrcer té una guarderia, inaugurada l'any 2010, que va substituir l'antiga llar d'infants Mafalda; un col·legi d'educació primària (CEIP Pare Gumilla); i l'Institut d'ESO i Batxillerat IES Càrcer, que té capacitat per a albergar els alumnes dels huit pobles de la vall.
A nivell monumental destaquen l'Església de l'Assumpció, del segle xviii, i el barri de Sant Roc, que és el nucli antic del poble, conserva el tipisme dels pobles valencians amb arrels àrabs.

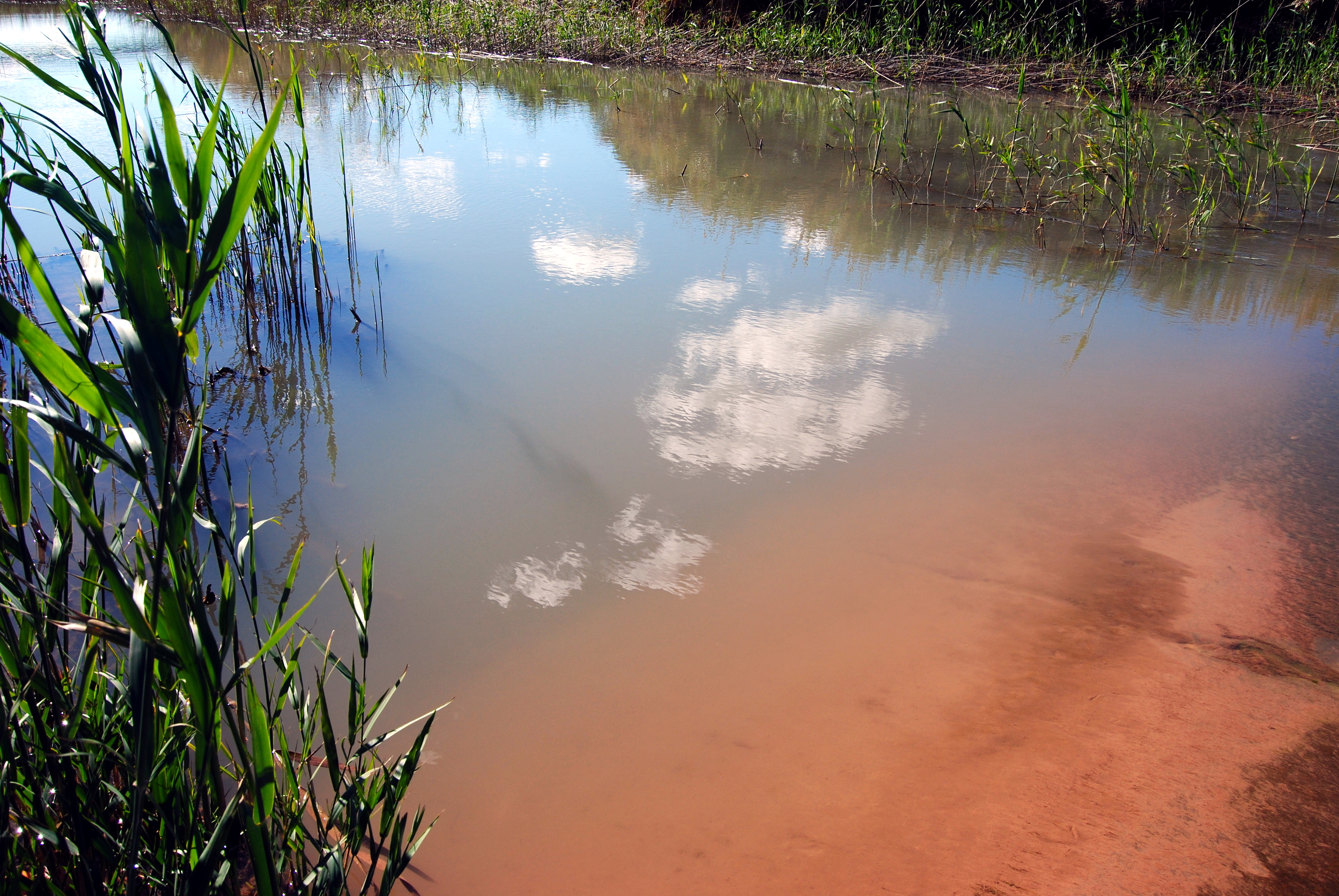
Riu Sellent, pas per Càrcer

Els atractius naturals del lloc són la desembocadura del riu Sellent, destacant com a lloc d'interés paisatgístic; el Cano, una xicoteta presa en el Riu Sellent, pintoresc lloc de pescadors visible des del mateix pont de la carretera; i la séquia Escalona, en el tram en què creua el riu Sellent per mitjà de "l'Arcà", un aqüeducte restaurat per efectes de la riuada d'octubre de 1982.
Com a altres llocs del País Valencià s'hi celebren el mes de març les falles en honor de Sant Josep. Càrcer compta amb la falla El Corralot. Els Moros i Cristians se celebren la primera setmana de setembre. Actualment Càrcer compta amb nou comparses. Les festes patronals se celebren els dies 14, 15 i 16 de setembre en honor de Sant Isidre Llaurador, la Verge de Gràcia i al Crist de l'Agonia. Per Santa Cecília se celebra durant el novembre, a càrrec de la SAM El Valle de Càrcer.
El menjar bàsic és l'arròs, guisat de diferents maneres: amb faves i carxofes, amb fesols i naps, en paella; l'arrel mora també es fa notar en els dolços: torrons, arnadí, coques cristines, coques de sagí, carquinyols, etc. Com a personatges destacats es troben el missioner José Gumilla Moragues, el coeter Rafa Terol, l'escriptor Raül Carbonell, i el compositor Enrique Hernandis.